# Breda M30
La Breda M30, cuya designación oficial era Fucile Mitragliatore Breda Modello 30 (Fusil Ametrallador Breda Modelo 30, en italiano), fue la ametralladora ligera estándar del Regio Esercito durante la Segunda Guerra Mundial.

## Diseño
La Breda M30 era una ametralladora ligera, alimentada desde el lado derecho mediante un cargador. El cargador era plegable y estaba unido al arma mediante una bisagra. Este era alimentado mediante peines de fusil Carcano y tenía una capacidad de 4 peines. Una de las ventajas de este sistema era que cualquier soldado podía proveer munición para la ametralladora, manteniendo el cargador lleno en todo momento. Era accionada por retroceso de masas y disparaba a cerrojo cerrado. Tenía una culata de madera y un bípode plegable bajo el cañón.

## Desventajas y problemas técnicos
La Breda M30 es ampliamente considerada como una ametralladora muy poco fiable. Su cargador plegable era frágil (si se malograba, la ametralladora era inutilizada), tenía una baja cadencia de fuego, empleaba un cartucho poco potente y era propensa a bloquearse.
También tenía un cañón de cambio rápido, pero al no tener una manija para asirlo, dificultaba su cambio. Su alza y punto de mira estaban ubicados en el cajón de mecanismos del arma, por lo que había que reajustarlos al cambiar el cañón. 
Esta ametralladora es interesante, porque dispara a cerrojo cerrado a pesar de ser accionada por retroceso de masas. Este sistema de disparo favorece el rápido sobrecalentamiento de la recámara y el cañón, lo que provoca el "encendido" del cartucho antes que este se halle completamente dentro de la recámara. Cualquier ametralladora puede "encender" cartuchos debido al sobrecalentamiento, aunque las que disparan a cerrojo abierto generalmente se enfrían con mayor rapidez. Esto es un grave problema, porque cuando un cartucho se "enciende" (algo normal después de abrir fuego continuo) los soldados pueden estar reubicando la ametralladora y existe la posibilidad que el cañón de esta pueda estar apuntando a uno de ellos (a pesar del entrenamiento y el sentido común).  
También tiene una pequeña bomba de aceite que lubrica cada cartucho antes de ser introducido en la recámara. El aceite de la bomba lubricante atraía tierra y polvo, haciendo que la Breda M30 fuese muy susceptible a bloquearse en frentes arenosos como el Nor-Africano. Sin embargo, esta ametralladora tuvo un desempeño ligeramente mejor en el Frente de los Balcanes, el Frente del Este y otros frentes de la guerra.
Algunas ametralladoras ligeras Breda recibieron la designación M37 y fueron recalibradas para emplear el cartucho de 7,35 mm que las Fuerzas Armadas italianas trataron de adoptar, pero tuvieron una corta producción debido a que el inicio de la Segunda Guerra Mundial no permitió la completa adopción del nuevo cartucho.

## Desempeño en combate

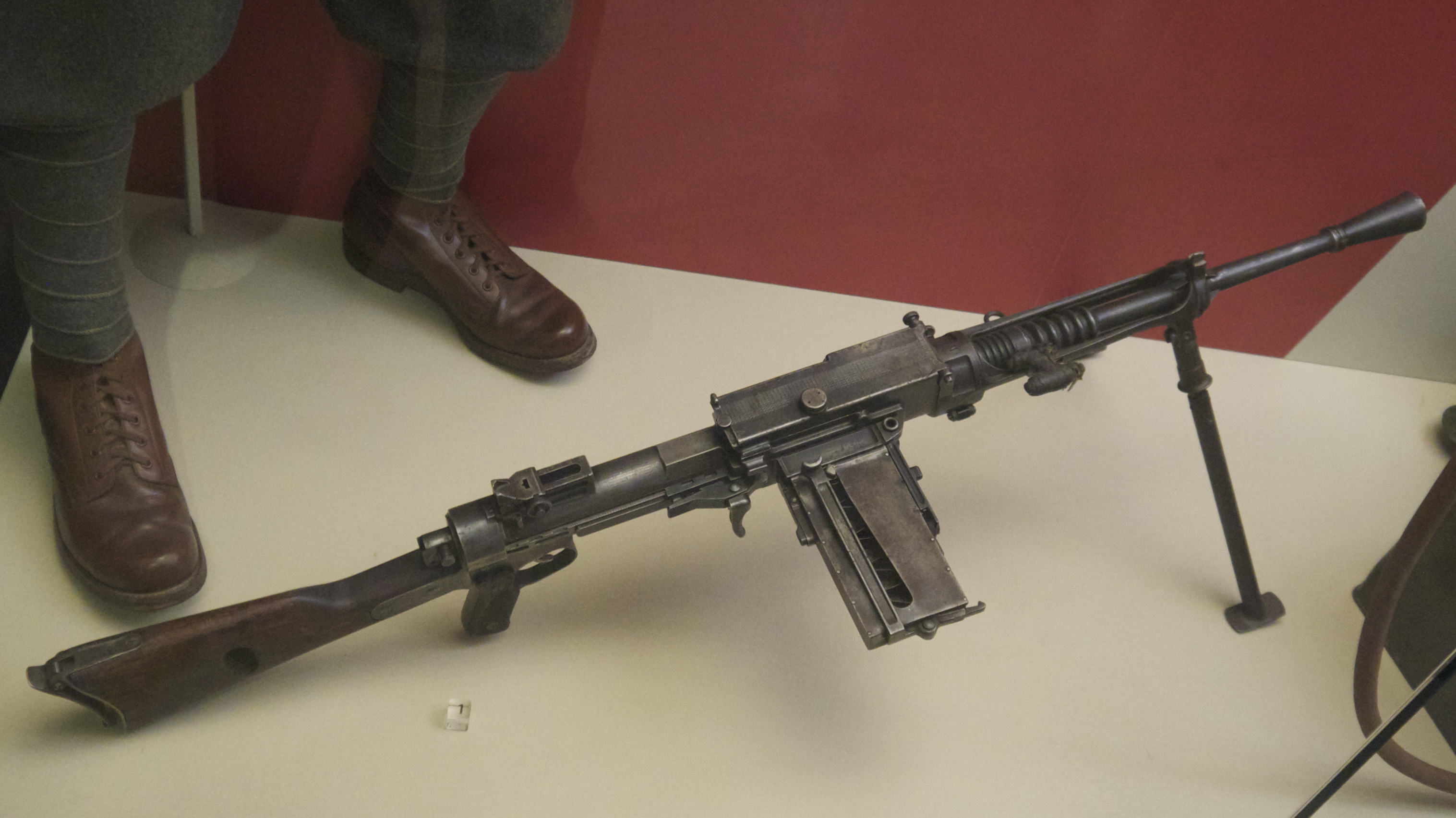
La Breda M30 del Museo de Guerra canadiense.

Su cargador de baja capacidad, los frecuentes bloqueos y el complicado procedimiento de cambiar el cañón hacían que disparar y recargar la Breda M30 fuese un proceso laborioso, siendo un arma capaz de proveer solamente una pequeña cantidad de fuego de apoyo y de limitado impacto en un enfrentamiento. Considerando todas las deficiencias del arma, especialmente durante un combate, la cadencia de disparo práctica de la Breda M30 era comparable a la de un fusil semiautomático de la época, como el SVT-40 o el M1 Garand.
A pesar de ser considerablemente defectuosa en comparación a otras ametralladoras contemporáneas, la Breda M30 era considerada el arma más letal del arsenal estándar del soldado de infantería italiano, ya que las ametralladoras pesadas eran empleadas en cantidades relativamente pequeñas y los subfusiles Beretta Modelo 38 eran muy escasos. La Breda M30 y el fusil Carcano M91 eran la espina dorsal del armamento de la infantería italiana durante la Segunda Guerra Mundial. Los reportes de campo sobre su desempeño eran de diversa índole: la baja cadencia de la Breda M30 hacía que con frecuencia la situación fuese desfavorable a los soldados italianos en un enfrentamiento; sin embargo, en la mayoría de ocasiones la Breda M30 era el arma con mayor cadencia y más útil disponible. El Regio Esercito trató de remediar los defectos de la Breda M30 al poner énfasis en el papel del cargador: cada soldado era entrenado para poder servir como cargador de una Breda M30 y se le enseñaba como introducir rápidamente un peine después de otro (esto no siempre era posible, como en las Breda M30 montadas a bordo de motocicletas). También se llevaba a cabo con frecuencia una cuidadosa limpieza, poniendo mucha atención en su sistema de lubricación y la disponibilidad de munición.
En las unidades del Ejército regular, a cada escuadra se le suministraba una Breda M30 (la dotación estándar era de 24 a 27 por batallón), aunque más tarde se cambió a dos armas por escuadra; una compañía de infantería italiana podía tener unas 6 ametralladoras en los primeros años de la Segunda Guerra Mundial (dos por pelotón), pero esta cifra se incrementó a 12 durante la mayor parte de la guerra (cuatro por pelotón).
Un pelotón de infantería estaba dividido en dos grandes secciones, cada una de 20 hombres, que a su vez eran divididas en escuadras de fusiles y ametralladoras ligeras. La sección estaba al mando de un Sargento, que también controlaba la escuadra de ametralladoras ligeras. Esta última estaba compuesta por dos Breda M30, cada una con un Cabo tirador, un tirador auxiliar y dos transportadores de munición. El balance de la sección se hallaba en la escuadra de fusiles de 11 hombres. Debido a la importancia de su poder de fuego adicional, la Breda M30 era frecuentemente puesta en manos del soldado más capaz de la escuadra (al contrario de otros ejércitos de la época, no era extraño ver a suboficiales transportando la ametralladora de la escuadra). El manual indicaba que las dos escuadras debían operar como elementos distintos, con las dos ametralladoras ligeras apoyando el avance de la escuadra de fusiles hacia su objetivo. En aquel entonces, la mayoría de ejércitos suministraban una ametralladora ligera a cada sección/escuadra, que eran apenas la mitad de la escuadra italiana, que en comparación se veía demasiado grande. Las armas individuales suministradas eran pistolas para cada Cabo tirador, una carabina para el Sargento y fusiles para los demás soldados.
El Heer adoptó la Breda M30 en pequeñas cantidades después de la ocupación del norte y el centro de Italia, luego del armisticio italiano de 1943, con la designación MG 099(i); cumplió un papel similar al de la MG 34, ametralladora ligera que fue ampliamente utilizada en la Campaña de Italia.

## Usuarios
- Alemania nazi: Empleó ametralladoras capturadas después del armisticio italiano de 1943.
- Italia
- Real Ejército de las Indias Orientales Neerlandesas: Compró a los británicos ametralladoras Breda M30 capturadas en el África Oriental Italiana.[2]

### Entidades no estatales
- Partisanos yugoslavos: Emplearon ametralladoras capturadas.[3]